# Kerestinec
Kerestinec är en ort i Kroatien.   Den ligger i länet Zagrebs län, i den centrala delen av landet, 15 km väster om huvudstaden Zagreb. Kerestinec ligger 140 meter över havet och antalet invånare är 1 205.
Terrängen runt Kerestinec är platt söderut, men norrut är den kuperad. Terrängen runt Kerestinec sluttar österut. Runt Kerestinec är det ganska tätbefolkat, med 60 invånare per kvadratkilometer. Närmaste större samhälle är Zagreb - Centar, 14,7 km öster om Kerestinec. Omgivningarna runt Kerestinec är en mosaik av jordbruksmark och naturlig växtlighet.